# Ковеш (Сибињ)
Ковеш (рум. Coveș) насеље је у Румунији у округу Сибињ у општини Агнита. Oпштина се налази на надморској висини од 452 m.

## Становништво
Према подацима из 2002. године у насељу је живело 732 становника.

### Попис2002.
| Расподела становништва по националности 2002.‍ | Расподела становништва по националности 2002.‍ | Расподела становништва по националности 2002.‍ | Расподела становништва по националности 2002.‍ | Расподела становништва по националности 2002.‍ |
| --------------------------------------------- | --------------------------------------------- | --------------------------------------------- | --------------------------------------------- | --------------------------------------------- |
|                                               |                                               |                                               |                                               |                                               |
| Румуни                                        | Румуни                                        |                                               | 671                                           | 91,8%                                         |
| Мађари                                        | Мађари                                        |                                               | 12                                            | 1,6%                                          |
| Роми                                          | Роми                                          |                                               | 48                                            | 6,6%                                          |